# Шаэшуэ, Аатиф
Аатиф Шаэшуэ (араб. عاطف شحشوح‎; род. 2 июля 1986, Фонтене-о-Роз) — марокканский футболист, нападающий клуба «Анкарагюджю».

## Клубная карьера

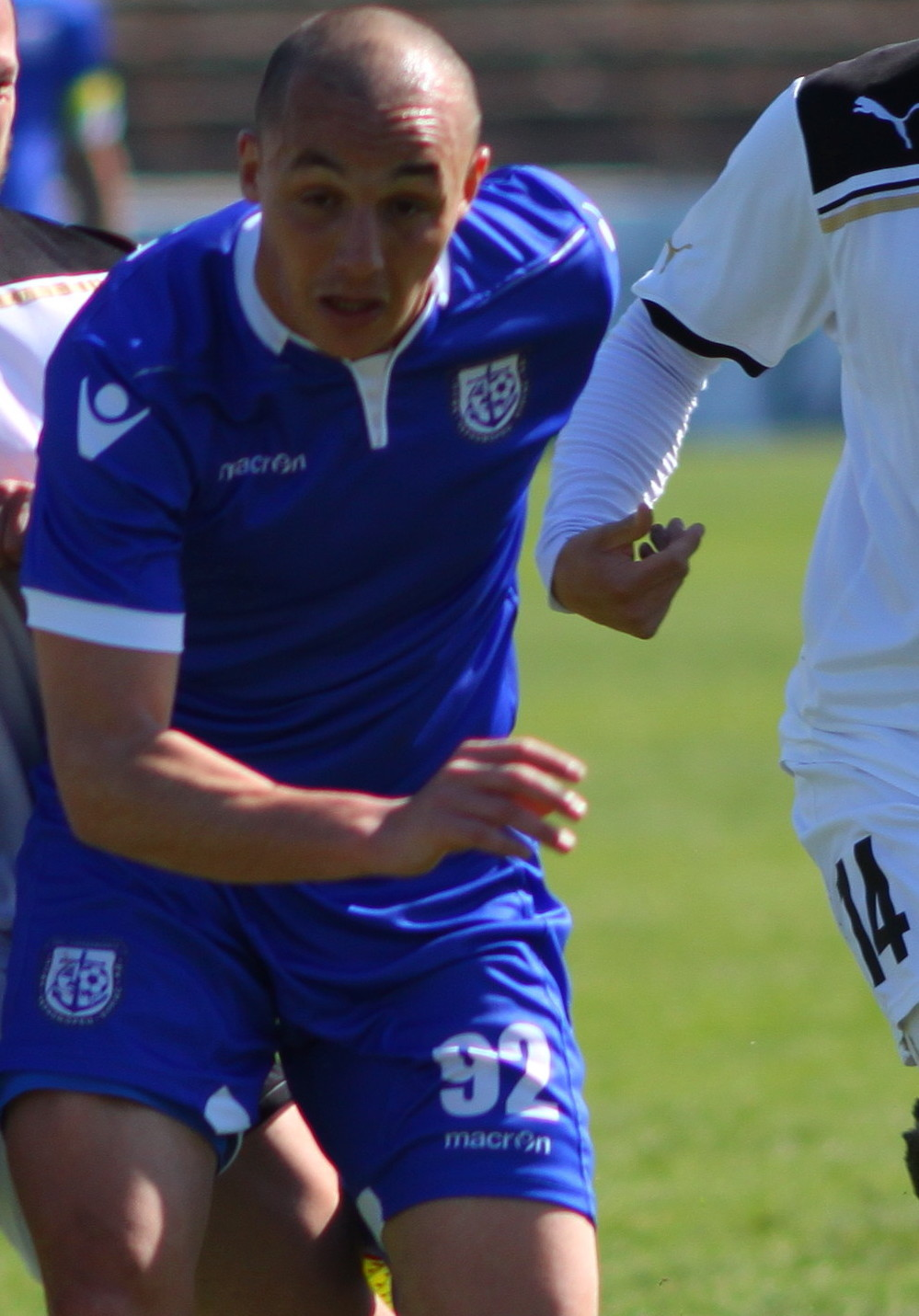
Шаэшуэ в составе бургасского «Черноморца»

Шаэшуэ начал карьеру в парижском «Расинге». По окончании сезона он покинул команду и несколько лет он без особого успеха выступал за «Седан», «Саннуа-Сен-Гратьян» и «Олимпик». В 2009 году Аатиф перешёл в «Нанси». 24 апреля 2010 года в матче против «Монпелье» он дебютировал в Лиге 1. Из-за высокой конкуренции Шаэшуэ выступал в основном за команду дублёров. В начале 2012 года на правах свободного агента он подписал контракт с болгарским «Черноморцем» из Бургаса. В матче против софийского ЦСКА Аатиф дебютировал в чемпионате Болгарии. 21 марта в поединке против «Калиакра Кварна» он забил свой первый гол за «Черноморец». Забив в 15 матчах 10 мячей Шаэшуэ стал лучшим бомбардиром команды.
Летом того же года он перешёл в турецкий «Сивасспор». Сумма трансфера составила 800 тыс. евро. 18 августа в матче против «Газиантепспора» Шаэшуэ дебютировал в турецкой Суперлиге. 25 августа в поединке против «Мерсин Идманюрду» Аатиф забил свой первый гол за «Сивасспор». В следующем сезоне Шаэшуэ забил 17 мячей и стал лучшим бомбардиром чемпионата.
Летом 2016 года Аатиф перешёл в «Фенербахче». 27 июля в отборочном матче Лиги чемпионов против французского «Монако» он дебютировал за новую команду, заменив во втором тайме Эммануэля Эменике. 18 августа в отборочном матче Лиги Европы против швейцарского «Грассхоппера» Шаэшуэ забил свой первый гол за «Фенербахче».

## Международная карьера
В 2014 году в товарищеском матче против сборной Габона Шаэшуэ дебютировал за сборную Марокко. 23 мая в поединке против сборной Мозамбика Аатиф забил свой первый гол за национальную команды.

### Голы за сборную Марокко
| #   | Дата        | Место                                 | Противник | Счёт | Результат | Соревнование      |
| --- | ----------- | ------------------------------------- | --------- | ---- | --------- | ----------------- |
| 01. | 23 мая 2014 | Эстадио де Сан Луиж, Фару, Португалия | Мозамбик  | 3:0  | 4:0       | Товарищеский матч |

## Достижения
Индивидуальные
- Лучший бомбардир турецкой Суперлиги (17 мячей) — 2013/14